# هينينج كوبل
هينينج كوبل (بالدنماركية: Henning Koppel)‏ هو نحات ومصمم دنماركي، ولد في 8 مايو 1918 في كوبنهاغن في الدنمارك، وتوفي بنفس المكان في 27 يونيو 1981.